# 灵东水库
灵东水库位于中国广西壮族自治区钦州市灵山县佛子镇，是以灌溉为主，兼有防洪、供水、发电等功能的大（二）型水库。因位于灵山县东部，故而得名。
灵东水库始建于1958年，是当时中国兴修的十大水库之一。现与六峰山风景名胜区一道列入广西滨海旅游风景区。
灵东水库除险加固工程于2008年开工，总投资9700多万元。